# Enrico Bertaggia
 Enrico Bertaggia  va ser un pilot de curses automobilístiques italià que va arribar a disputar curses de la Fórmula 1.
Va néixer el 19 de setembre del 1964 a Noale, província de Venècia, Itàlia.

## A la F1
Enrico Bertaggia va debutar a l'onzena cursa de la temporada 1989 (la 40a temporada de la història) del campionat del món de la Fórmula 1, disputant el 27 d'agost del 1989 el G.P. de Bèlgica al circuit de Spa-Francorchamps.
Va participar en un total de sis curses puntuables pel campionat de la F1, disputades totes a la 1989, no aconseguint classificar-se per disputar cap cursa i no assolí cap punt pel campionat del món de pilots.

## Resultats a la Fórmula 1
| Any  | Equip               | Xassís | Motor    | 1       | 2       | 3   | 4   | 5   | 6   | 7   | 8   | 9   | 10  | 11      | 12      | 13      | 14      | 15      | 16      | Posició | Punts |
| ---- | ------------------- | ------ | -------- | ------- | ------- | --- | --- | --- | --- | --- | --- | --- | --- | ------- | ------- | ------- | ------- | ------- | ------- | ------- | ----- |
| 1989 | Coloni SpA          | Coloni | Cosworth | BRA     | SMR     | MON | MEX | USA | CAN | FRA | GBR | ALE | HUN | BEL NVQ | ITA NVQ | POR NVQ | ESP NVQ | JAP NVQ | AUS NVQ | -       | 0     |
| 1992 | Andrea Moda Formula | Coloni | Judd     | SUD NVP |         |     |     |     |     |     |     |     |     |         |         |         |         |         |         | -       | 0     |
| 1992 | Andrea Moda Formula | Moda   | Judd     |         | MEX NVP | BRA | ESP | SMR | MON | CAN | FRA | GBR | ALE | HON     | BEL     | ITA     | POR     | JAP     | AUS     | -       | 0     |

### Resum
| Curses: | Victòries: | Pòdiums: | Poles: | Voltes ràpides: | Punts: |
| ------- | ---------- | -------- | ------ | --------------- | ------ |
| 6 (0)   | 0          | 0        | 0      | 0               | 0      |